# Requiem Canticles
Die Requiem Canticles (deutsch: Requiem-Lobgesänge) sind eine 15-minütige Komposition von Igor Strawinsky für Altstimme und Bass-Soli, Chor und Orchester. Das Werk wurde 1966 vollendet und im selben Jahr uraufgeführt. Es gilt als Strawinskys letztes großes Werk und wurde bei seiner eigenen Beerdigung 1971 in Venedig gespielt.

## Entstehung und Uraufführung
Strawinsky komponierte Requiem Canticles 1966, in einer Phase, in der er sich intensiv mit der Zwölftonmusik-Praxis beschäftigte. Die Uraufführung fand an der Princeton University statt. Das Werk wurde am 15. April 1971 erneut bei Strawinskys Begräbnis in Venedig aufgeführt.

## Besetzung und Aufbau
Das Werk ist für Alt- und Bass-Solisten, gemischten Chor und ein großes Orchester geschrieben. Auffällig ist die ungewöhnliche Orchesterbesetzung: Es fehlen Oboen und Klarinetten, stattdessen sind vier Schlagzeuger, Harfe, Klavier und Celesta beteiligt.
Requiem Canticles besteht aus neun kurzen Sätzen: sechs Vokalsätzen, die Auszüge aus der lateinischen Totenmesse (Requiem) vertonen, und drei instrumentalen Abschnitten (Präludium, Interludium, Postludium), die als „karyatidenhafte“ Stützen die Struktur zusammenhalten. Die Vokalsätze sind aus verschiedenen Teilen der Requiem-Liturgie entnommen und werden nicht in der traditionellen Reihenfolge präsentiert.
1. Prelude
2. Exaudi
3. Dies Irae
4. Tuba mirum
5. Interlude
6. Rex tremendae
7. Lacrimosa
8. Libera me
9. Postlude

## Musikalische Merkmale
Das Werk verbindet serielle Kompositionstechniken mit Strawinskys persönlichem Stil und seiner tiefen Verwurzelung in der russischen Musiktradition. Strawinsky selbst bezeichnete das Werk als „erstes Mini- oder Taschenrequiem“ und betonte damit die kompakte Form im Vergleich zu traditionellen Requiem-Vertonungen.
Die Musik folgt einem dreiteiligen Trauerprozess:
- Schmerz des Verlusts
- Ritual des Abschieds
- Resignation und Übergang in eine neue, geistige Ebene[4]

## Rezeption und Bedeutung
Requiem Canticles wird als eine der bewegendsten und originellsten Auseinandersetzungen mit dem Requiem-Stoff im 20. Jahrhundert angesehen. Das Werk ist weder ein vollständiges Requiem noch ein Fragment, sondern eine eigenständige künstlerische Schöpfung, die zentrale Elemente der Totenmesse neu interpretiert.